# James Yaffe
Pour les articles homonymes, voir Yaffe.
James Yaffe, né le 31 mars 1927 à Chicago et décédé le 4 juin 2017, est un écrivain, dramaturge et scénariste américain, auteur de plusieurs romans policiers.

## Biographie
Il fait des études à l'université Yale. Il devient ensuite « professeur de Lettres, puis directeur du département d'anglais au Colorado College » à Colorado Springs.
Sa carrière littéraire débute à l'âge de 15 ans avec la publication de sa première nouvelle Le Cadavre dans l'ascenseur (Department of Impossible Crimes) dans le Ellery Queen's Mystery Magazine. Il y crée le personnage de Paul Dawn, numéro 1 du service des crimes impossibles de la brigade criminelle de New York. Il est le héros de six nouvelles qui sont toutes des mystères de chambre close. 
En 1952, il crée un autre personnage, surnommé Mom, une veuve juive du Bronx qui joue au détective en fauteuil. Lors de dîners hebdomadaires, elle dénoue les intrigues au cours des discussions avec son fils David, policier. Après plusieurs nouvelles dans les années 1950 et 1960, James Yaffe reprend ce personnage dans quatre romans publiés de 1988 à 1992. 
Nothing But the Night, paru en 1957, est le compte rendu romancé de l'affaire Leopold et Loeb. Par ailleurs, certains de ses romans, notamment Mister Margolies (1962) et Nobody Does You Any Favors (1966), sont des récits psychologiques qui n'appartiennent pas au genre policier.
Sa pièce de théâtre intitulée The Deadly Game (1960) est une adaptation du roman La Panne (Die Panne, 1956) de l'écrivain suisse de langue allemande Friedrich Dürrenmatt.

## Œuvre

### Romans

#### SérieMom
- A Nice Murder for Mom (1988)
- Mom Meets Her Maker (1990)
- Mom Doth Murder Sleep (1991)
- Mom Among the Liars (1992)

#### Autres romans
- The Good-for-Nothing (1953)
- What's the Big Hurry? (1954)
- Angry Uncle Dan (1955)
- Nothing But the Night (1957)
- Mister Margolies (1962)
- Nobody Does You Any Favors (1966)
- The Voyage of the Franz Joseph (1970)
- So Sue Me! (1972)
- Saul and Morris (1982)

### Recueils de nouvelles

#### SérieMom
- My Mother the Detective (1997)

#### Autre recueil de nouvelles
- Poor Cousin Evelyn (1952)

### Nouvelles

#### SériePaul Dawn
- Department of Impossible Crimes (1943) Publié en français sous le titre Le Cadavre dans l'ascenseur, Paris, Éditions OPTA, Mystère magazine no 1 (janvier 1948) ; réédition dans l'anthologie Vingt-cinq histoires de chambres closes, Nantes, L'Atalante, coll. « Bibliothèque de l'évasion » (1987)  (ISBN 2-84172-051-9)
- Mr. Kiroshibu's Ashes (1944) Publié en français sous le titre Les Cendres de M. Kiroshibu, Paris, Éditions OPTA, Mystère magazine no 4 (avril 1948), réédition dans l'anthologie Vingt mystères  de chambres closes, Paris, Terrain vague, coll. « Bibliothèque de l'insolite » (1988)  (ISBN 2-85208-094-X)
- The Seventh Drink (1944) Publié en français sous le titre La Septième Gorgée, Paris, Éditions OPTA, Mystère magazine no 6 (juin 1948)
- Cul de Sac (1945)
- The Problem of the Emperor's Mushroom (1945), aussi titré The Emperor's Mushrooms Publié en français sous le titre Le Problème des champignons de l'Empereur, Paris, Éditions OPTA, Mystère magazine no 7 (juillet 1948), réédition dans l'anthologie Les Meilleures Histoires de chambres closes, Paris, Minerve, coll. « Détour » (1988)  (ISBN 2-86931-000-5)
- The Comic Opera Murder (1946) Publié en français sous le titre Meurtres à l'Opéra comique, Paris, Éditions OPTA, Mystère magazine no 13 (février 1949)

#### SérieMom
- Mom Knows Best (1952) Publié en français sous le titre Maman en connaît un bout !, Paris, Éditions OPTA, Mystère magazine no 71 (décembre 1953)
- Mom Makes a Bet (1953) Publié en français sous le titre Maman fait un pari, Paris, Éditions OPTA, Mystère magazine no 78 (juillet 1954)
- Mom in the Spring (1954) Publié en français sous le titre Maman et le Printemps, Paris, Éditions OPTA, Mystère magazine no 99 (avril 1956)
- Mom Sheds a Tear (1954) Publié en français sous le titre Maman verse un pleur, Paris, Éditions OPTA, Mystère magazine no 107 (décembre 1956) ; réédition, Paris, Fayard, Revue 22 no 4 (1958)
- Mom Makes a Wish (1955) Publié en français sous le titre Maman fait un vœu, Paris, Éditions OPTA, Mystère magazine no 113 (juin 1957)
- Mom Sings an Aria (1966) Publié en français sous le titre Maman aime l'Opéra, Paris, Éditions OPTA, Mystère magazine no 228 (janvier 1967)
- Mom and the Haunted Mink (1967) Publié en français sous le titre Le Vison hanté, Paris, Éditions OPTA, Mystère magazine no 238 (novembre 1967)
- Mom Remembers (1968) Publié en français sous le titre Maman se souvient, Paris, Éditions OPTA, Mystère magazine no 271 (septembre 1970)

#### Autres nouvelles
- When the Season Cometh 'Round (1949)
- On the Brink (1953) Publié en français sous le titre Au bord du gouffre, Paris, Éditions OPTA, Mystère magazine no 92 (septembre 1955)
- One of the Family (1956) Publié en français sous le titre Comme aux jours d'autrefois, Paris, Éditions OPTA, Mystère magazine no 142 (novembre 1959) ; réédition dans l'anthologie Histoires diaboliques, Paris, Pocket, coll. « Presses-Pocket » no 2365 (1986)  (ISBN 2-266-01767-5)

### Pièces de théâtre
- The Deadly Game (1960), adaptation du roman La Panne (Die Panne, 1956) de Friedrich Dürrenmatt
- Cliffhanger (1985)
- Ivory Tower (1998)

### Autre publication
- The American Jews (1968)

## Filmographie

### Scénarios pour la télévision
- 1948 : plusieurs épisodes de la série télévisée américaine Studio One (en)
- 1955 : Six O'Clock Call, épisode de la série télévisée américaine The United States Steel Hour (en)
- 1955 : Mind Over Momma, épisode de la série télévisée américaine The Elgin Hour (en)
- 1957 - 1958 : The Deadly Game et A World Full of Strangers, épisodes de la série télévisée américaine Suspicion
- 1960 : The Third Party, épisode de la série télévisée américaine Moment of Fear
- 1961 : The Scott Machine, épisode de la série télévisée américaine The Asphalt Jungle
- 1963 : Bird and Snake, épisode de la série télévisée américaine Breaking Point
- 1963 : Dragon in the Den, épisode de la série télévisée américaine Channing
- 1964 : Charlie Paradise: The Tragic Flute, épisode de la série télévisée américaine Brenner
- 1965 : One of the Family, épisode de la série télévisée américaine Suspicion
- 1965 : The Heroine', épisode de la série télévisée américaine The Nurses
- 1982 : Deadly Game, téléfilm américain réalisé par George Schaefer

## Sources
: document utilisé comme source pour la rédaction de cet article.
- Claude Mesplède (dir.), Dictionnaire des littératures policières, vol. 2 : J - Z, Nantes, Joseph K, coll. « Temps noir », 2007, 1086 p. (ISBN 978-2-910-68645-1, OCLC 315873361), p. 1053-1054.